# Ignacio Pozo
Ignacio Javier Pozo Piña (Antofagasta, Chile; 15 de agosto de 1994) es un estudiante universitario y político chileno, militante del Partido Radical (PR). Desde 2016 se desempeña como concejal de la comuna de Antofagasta. Entre agosto y noviembre de 2020 asumió como alcalde interino tras la renuncia de la alcaldesa Karen Rojo.

## Biografía
Estudió en el Liceo Marta Narea Díaz de Antofagasta. La educación superior la realiza actualmente en la Universidad Católica del Norte, donde estudia Filosofía y Religión. De fe católica, ha realizado diversas ayudas comunitarias a través de parroquias locales.

## Carrera política
Su carrera política inicia cuando resulta elegido concejal de Antofagasta en las elecciones municipales de 2016, con 1083 votos, en cupo del Partido Radical. Posteriormente, el 4 de agosto de 2020 fue elegido alcalde suplente de Antofagasta, debido a la suspensión que afecta a la alcaldesa Karen Rojo, en virtud del denominado «Caso Main», cargo que ostentó hasta noviembre de 2020.
En las elecciones municipales de 2021 resulta reelecto como concejal con 4765 votos, correspondientes al 4.90% de los votos válidamente emitidos.

## Historial electoral

### Elecciones municipales de 2016
- Elecciones municipales de 2016, para el concejo municipal de Antofagasta[4]

| Candidato                  | Pacto                          | Partido | Votos | %    | Resultado |
| -------------------------- | ------------------------------ | ------- | ----- | ---- | --------- |
| Gonzalo Santolaya Goicovic | Chile Vamos                    | UDI     | 3.662 | 6.24 | Concejal  |
| Yasna Zúñiga Arqueros      | Independiente (Fuera de Pacto) | Ind.    | 2.529 | 4.31 |           |
| Doris Navarro Figueroa     | Nueva Mayoría por Chile        | ILS     | 2.321 | 3.96 | Concejala |
| Félix Acori Gómez          | Chile Vamos                    | RN      | 2.223 | 3.79 | Concejal  |
| Jonathan Velásquez Ramírez | Chile Vamos                    | ILJ     | 1.984 | 3.38 | Concejal  |
| Gonzalo Dantagnan Mejías   | Nueva Mayoría para Chile       | PDC     | 1.735 | 2.96 | Concejal  |
| Camilo Kong Pineda         | Cambiemos la Historia          | ILK     | 1.595 | 2.72 | Concejal  |
| Wilson Díaz Vásquez        | Nueva Mayoría para Chile       | PS      | 1.561 | 2.66 | Concejal  |
| Elivia Silvia Iriarte      | Nueva Mayoría por Chile        | PCCh    | 1.266 | 2.16 |           |
| Ignacio Pozo Piña          | Con la Fuerza del Futuro       | ILG     | 1.153 | 1.97 | Concejal  |
| René Ramos López           | Nueva Mayoría para Chile       | PS      | 1.134 | 1.93 |           |
| Luis Aguilera Villegas     | Chile Vamos                    | RN      | 1.086 | 1.85 | Concejal  |
| Sandra Escalier Parra      | Poder Ecologista y Ciudadano   | ILC     | 991   | 1.69 |           |
| Roberto Soto Alballay      | Chile Vamos                    | UDI     | 969   | 1.65 | Concejal  |
| Minerva Veliz Alucema      | Pueblo Unido                   | ILM     | 936   | 1.60 |           |

### Elecciones municipales de 2021
- Elecciones municipales de 2021, para el concejo municipal de Antofagasta.

| Candidato                | Pacto                                   | Partido | Votos | %    | Resultado |
| ------------------------ | --------------------------------------- | ------- | ----- | ---- | --------- |
| Camilo Kong Pineda       | Frente Amplio                           | ILXS    | 7.014 | 7.18 | Concejal  |
| Ignacio Pozo Piña        | Radicales e Independientes              | PR      | 4.807 | 4.92 | Concejal  |
| Karina Guzmán Arias      | Chile Digno, Verde y Soberano           | FRVS    | 3.169 | 3.24 | Concejala |
| Paz Fuica Contreras      | Frente Amplio                           | RD      | 2.875 | 2.94 | Concejala |
| Waldo Valderrama Salazar | Chile Digno, Verde y Soberano           | PCCh    | 2.724 | 2.79 | Concejal  |
| Luis Aguilera Villegas   | Chile Vamos                             | RN      | 2.645 | 2.71 | Concejal  |
| Marianela Armijo Rivera  | Ecologistas e Independientes            | ILXZ    | 2.251 | 2.30 |           |
| Karina Ángel Astudillo   | Chile Digno, Verde y Soberano           | PCCh    | 2.063 | 2.11 |           |
| Roberto Jorquera Vergara | Radicales e Independientes              | ILZU    | 2.046 | 2.09 | Concejal  |
| Gabriel Alvial Ibarbe    | Unidos por la Dignidad                  | PRO     | 1.959 | 2.00 | Concejal  |
| Víctor Guzmán Rojas      | Chile Digno, Verde y Soberano           | PCCh    | 1.947 | 1.99 |           |
| Paola Antileo Pino       | Unidos por la Dignidad                  | ILXU    | 1.805 | 1.85 |           |
| Norma Leiva Escalona     | Unidad por el Apruebo                   | PS      | 1.798 | 1.84 | Concejala |
| Aliro Díaz Reyes         | Unidad por el Apruebo                   | ILYW    | 1.794 | 1.84 |           |
| Néstor Maizares del Pino | Unidad por el Apruebo                   | ILYW    | 1.709 | 1.75 |           |
| Yasna Zúñiga Arqueros    | Chile Digno, Verde y Soberano           | ILM     | 1.583 | 1.62 |           |
| Natalia Sánchez Muñoz    | Partido de Trabajadores Revolucionarios | PTR     | 1.572 | 1.61 | Concejala |
| Gloria Music Tomicic     | Chile Vamos                             | ILXK    | 1.570 | 1.61 |           |